# Cesare Zavattini
Cesare Zavattini (Luzzara, Itàlia, 20 de setembre de 1902- Roma, Itàlia, 13 d'octubre de 1989) va ser un guionista cinematogràfic italià, un dels principals teòrics i defensors del moviment neorealista.

## Carrera
Encara que la seva fama es deu sobretot al seu treball al cinema va ser també poeta, periodista i pintor. Es va iniciar com a escriptor a Parma i posteriorment en Milà. El 1934 va començar la seva incursió al cinema. Va ser molt important la seva col·laboració, a partir de 1939, amb el director Vittorio De Sica. Junts realitzarien pel·lícules tan importants com El lladre de bicicletes (1948), Miracle a Milà (1951, basada en la novel·la de Zavattini Totò il buono), Umberto D. (1952) o L'oro di Napoli (1954).
Es van rodar més de vuitanta pel·lícules amb guió de Zavattini, dirigides pels més importants directors italians i europeus, com Michelangelo Antonioni, Alessandro Blasetti, Mauro Bolognini, Mario Camerini, René Clément, Giuseppe De Santis, Federico Fellini, Pietro Germi, Alberto Lattuada, Mario Monicelli, Elio Petri, Dino Risi, Roberto Rossellini, Mario Soldati, Luchino Visconti o Damiano Damiani.
L'única pel·lícula espanyola en la qual Zavattini va participar va ser Piruetas juveniles (1943) de Giancarlo Capelli.

## Filmografia
- Darò un milione, dirigida per Mario Camerini (1935)
- San Giovanni Decollato, dirigida per Amleto Palermi (1940)
- Una famiglia impossibile, dirigida per Carlo Ludovico Bragaglia (1940)
- È caduta una donna, dirigida per Alfredo Guarini (1941)
- Teresa Venerdì, dirigida per Vittorio De Sica (1941)
- La scuola dei timidi, dirigida per Carlo Ludovico Bragaglia (1941)
- 4 passi fra le nuvole, dirigida per Alessandro Blasetti (1942)
- Quarta pagina, dirigida per Nicola Manzari (1942)
- Il birichino di papà, dirigida per Raffaello Matarazzo (1943)
- C'è sempre un ma!, dirigida per Luigi Zampa (1943)
- Romanzo a passo di danza, dirigida per Giancarlo Cappelli (1943)
- I bambini ci guardano, dirigida per Vittorio De Sica (1943)
- La porta del cielo, dirigida per Vittorio De Sica (1944)
- Canto, ma sottovoce..., dirigida per Guido Brignone (1945)
- La freccia nel fianco, dirigida per Alberto Lattuada (1945)
- Biraghin, dirigida per Carmine Gallone (1946)
- Un giorno nella vita, dirigida per Alessandro Blasetti (1946)
- Sciuscià, dirigida per Vittorio De Sica (1946)
- Il marito povero, dirigida per Gaetano Amata (1946)
- L'angelo e il diavolo, dirigida per Mario Camerini (1946)
- Il mondo vuole così, dirigida per Giorgio Bianchi (1946)
- Roma città libera, dirigida per Marcello Pagliero (1946)
- Caccia tragica, dirigida per Giuseppe De Santis (1947)
- El lladre de bicicletes, dirigida per Vittorio De Sica (1948)
- Vent'anni, dirigida per Giorgio Bianchi (1949)
- Le mura di Malapaga, dirigida per René Clément (1949)
- Il cielo è rosso, dirigida per Claudio Gora (1950)
- È più facile che un cammello..., dirigida per Luigi Zampa (1950)
- Prima comunione, dirigida per Alessandro Blasetti (1950)
- Miracle a Milà, dirigida per Vittorio De Sica (1950)
- Bellissima, dirigida per Luchino Visconti (1951)
- Mamma mia, che impressione!, dirigida per Roberto Savarese (1951)
- 5 poveri in automobile, dirigida per Mario Mattoli (1952)
- Il cappotto, dirigida per Alberto Lattuada (1952)
- Roma ore 11, dirigida per Giuseppe De Santis (1952)
- Umberto D., dirigida per Vittorio De Sica (1952)
- Buongiorno, elefante!, dirigida per Gianni Franciolini (1952)
- Un marito per Anna Zaccheo, dirigida per Giuseppe De Santis (1953)
- Stazione Termini, dirigida per Vittorio De Sica (1953)
- Siamo donne, registi vari (1953)
- La passeggiata, dirigida per Renato Rascel (1953)
- L'amore in città, registi vari (1953)
- La cavallina storna, dirigida per Giulio Morelli (1953)
- Donne proibite, dirigida per Giuseppe Amato (1953)
- Piovuto dal cielo, dirigida per Leonardo De Mitri (1953)
- Alì Babà, dirigida per Jacques Becker (1954)
- L'oro di Napoli, dirigida per Vittorio De Sica (1954)
- Il tetto, dirigida per Vittorio De Sica (1955)
- Suor Letizia, dirigida per Mario Camerini (1956)
- La donna del giorno, dirigida per Francesco Maselli (1956)
- Amore e chiacchiere, dirigida per Alessandro Blasetti (1957)
- Nel blu dipinto di blu, dirigida per Piero Tellini (1959)
- Il rossetto, dirigida per Damiano Damiani (1960)
- La camperola, dirigida per Vittorio De Sica (1960)
- La guerra, dirigida per Veljko Bulajić (1960)
- Il sicario, dirigida per Damiano Damiani (1960)
- Il giudizio universale, dirigida per Vittorio De Sica (1961)
- La lunga calza verde, dirigida per Roberto Gavioli (1961)
- Le italiane e l'amore, registi vari (1961)
- La riffa, episodi de Boccaccio '70, dirigida per Vittorio De Sica (1962)
- I sequestrati di Altona, dirigida per Vittorio De Sica (1962)
- Il boom, dirigida per Vittorio De Sica (1963)
- Ahir, avui i demà, dirigida per Vittorio De Sica (1963)
- Matrimoni a la italiana, dirigida per Vittorio De Sica (1964)
- Un mondo nuovo, dirigida per Vittorio De Sica (1966)
- Caccia alla volpe, dirigida per Vittorio De Sica (1966)
- Una sera come le altre, episodi dw Les bruixes, dirigida per Vittorio De Sica (1967)
- Sette volte donna, dirigida per Vittorio De Sica (1967)
- Amanti, dirigida per Vittorio De Sica (1968)
- Els gira-sols, dirigida per Vittorio De Sica (1969)
- Il killer, dirigida per Dino Bartolo Partesano - miniserie TV (1969)
- Lo chiameremo Andrea, dirigida per Vittorio De Sica (1972)
- Una breve vacanza, dirigida per Vittorio De Sica (1973)
- El viatge, dirigida per Vittorio De Sica (1974)
- La veritaaaà, dirigida per Cesare Zavattini (1982)

## Premis i distincions
Premis Óscar
| Any  | Categoria       | Pel·lícula              | Resultat |
| ---- | --------------- | ----------------------- | -------- |
| 1950 | Millor guió     | EL lladre de bicicletes | Nominat  |
| 1957 | Millor argument | Umberto D.              | Nominat  |

Mostra Internacional de Cinema de Venècia
| Any  | Categoria                | Resultat  |
| ---- | ------------------------ | --------- |
| 1979 | Premi Passinetti         | Guanyador |
| 1982 | Lleó d'Or per la carrera | Guanyador |